# Nebalia
Nebalia là một chi lớn của các loài giáp xác nhỏ bao gồm hơn một nửa số loài trong bộ Leptostraca. Chúng được William Elford Leach mô tả lần đầu tiên vào năm 1814.

## Các loài
Chi Nebalia chứa hơn ba mươi loài được ghi nhận:
- Nebalia abyssicola Ledoyer, 1997
- Nebalia antarctica Dahl, 1990
- Nebalia biarticulata Ledoyer, 1997
- Nebalia bipes (Fabricius, 1780)
- Nebalia borealis Dahl, 1985
- Nebalia brucei Olesen, 1999
- Nebalia cannoni Dahl, 1990
- Nebalia capensis Barnard, 1914
- Nebalia clausi Dahl, 1985
- Nebalia dahli Kazmi & Tirmizi, 1989
- Nebalia daytoni Vetter, 1996
- Nebalia falklandensis Dahl, 1990
- Nebalia geoffroyi Milne-Edwards, 1928
- Nebalia gerkenae Haney & Martin, 2000
- Nebalia herbstii Leach, 1814
- Nebalia hessleri Martin, Vetter & Cash-Clark, 1996
- Nebalia ilheoensis Kensley, 1976
- Nebalia kensleyi Haney & Martin, 2005
- Nebalia kocatasi Moreira, Kocak & Katagan, 2007
- Nebalia lagartensis Escobar-Briones & Villalobos-Hiriart, 1995
- Nebalia longicornis Thomson, 1879
- Nebalia marerubri Wägele, 1983
- Nebalia melanophthalma Ledoyer, 2002
- Nebalia mortoni Lee & Bamber, 2011[4]
- Nebalia neocaledoniensis Ledoyer, 2002
- Nebalia patagonica Dahl, 1990
- Nebalia reboredae Moreira & Urgorri, 2009
- Nebalia schizophthalma Haney, Hessler & Martin, 2001
- Nebalia strausi Risso, 1826
- Nebalia troncosoi Moreira, Cacabelos & Dominguez, 2003
- Nebalia villalobosi Ortiz, Winfield & Chazaro-Olvera, 2011